# Mimiker
Mimiker – fra græsk μῖμος (mimos) er en skuespiller, der med mimik og gestik men uden talesprog udtrykker handlinger og sindsstemninger i f.eks. en pantomimeforestilling.
Den ældste bevarede tekst, der beskriver en mimiker, er Aischylos' drama De syv mod Theben fra 467 f. Kr., hvori danseren Telestes træder ud af koret og med gestik og rytmiske trin kommenterer korets replikker.
Mimikerens kunst udviklede sig i Europa gennem indflydelse fra Commedia dell'arte og Noh. I begyndelsen af 1800-tallets Paris opnåede Jean-Gaspard Deburau stor berømmelse med sin Pierrot-figur, som også var kendt andre steder i Europa, bl.a. i Danmark. Deburaus hvide, tragiske klovn var hovedfiguren i mange forestillinger på Théâtre des Funambules, og er overleveret som Baptiste Debureau, spillet af Jean-Louis Barrault i Marcel Carnés film Paradisets børn fra 1945.
På film fik mimiker-uddannede skuespillere som Buster Keaton, Harold Lloyd og Charlie Chaplin deres store gennembrud i stumfilmens tid.

## Mimikere fra Danmark
- Hans Rønne
- Torkild Lindebjerg[2]
- Niels Henrik Volkersen

## Udenlandske mimikere
- Jean-Gaspard Deburau
- Marcel Marceau
- Jacques Tati
- Jean-Louis Barrault

- Dario Fo
- Buster Keaton
- Charlie Chaplin
- Harold Lloyd
- Harpo Marx